# Françoise Collin
Françoise Collin ('s-Gravenbrakel, 8 april 1928 - Parijs, 1 september 2012), was een Franstalig Belgisch schrijfster, filosoof en feminist. Zij was medeoprichter van de Cahiers du GRIF, het eerste Franstalige feministische tijdschrift. Collin droeg bij aan het introduceren van het werk van Hannah Arendt in Frankrijk, mede door de publicatie van Arendts boeken in de reeks Littérales die Collin coördineerde bij de uitgeverij Tierce en het schrijven van artikelen over het werk van Arendt. Ook was zij redacteur van het tijdschrift van het internationale netwerk van vrouwelijke filosofen ondersteund door UNESCO.

## Publicaties
- Le Jour fabuleux, Éditions du Seuil, (1960).
- Rose qui peut, Éditions du Seuil, (1963)
- Maurice Blanchot et la question de l’écriture, Gallimard, Coll. Le Chemin, (1971) (heruitgegeven in de reeks Tel, (1988)).
- 331W20 Lection du président, Transédition, (1975).
- Le Rendez-vous, Éditions Tierce, (1988)
- Le Jardin de Louise, Éditions La Barre du jour (1988)
- Le sexe des sciences: les femmes en plus, Éditions Autrement, (1992).
- L'homme est-il devenu superflu? Hannah Arendt, Uitg. Odile Jacob, (1999).
- Le différend des sexes, Pleins Feux, (1999).
- Je partirais d'un mot: le champ symbolique, Éditions Fusart, (1999)
- Parcours féministe (gesprekken met I. Kaufer), Éditions Labor, (2005).
- Repenser le politique: l'apport du féminisme américain, sous la direction de Françoise Collin et Pénélope Deutscher, Éditions Campagne première, (2005).
- On dirait une ville, Éditions des femmes, (dichtbundel), (2008).
- Les femmes de Platon à Derrida: anthologie critique, samen met Évelyne Pisier en Eleni Varikas, Editions Dalloz, (2011).

Buiten enkele artikels is haar werk niet in het Nederlands vertaald. Wel bestaat een werk in het Spaans.